# International Standard Serial Number

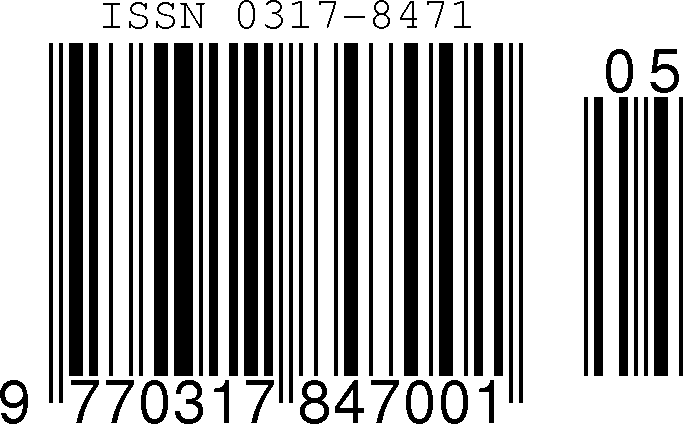
ISSN codat într-un cod de bare EAN-13 cu varianta de secvență 0 și numărul de ediție 5

ISSN expandat cu varianta de secvență 0 la un GTIN-13 și codat într-un cod de bare EAN-13 cu suplimentul EAN-2 desemnând numărul de ediție 13

International Standard Serial Number (ISSN, în română Număr de serie standard internațional) este un număr de serie de opt cifre folosit pentru a identifica în mod unic o publicație periodică. ISSN este în mod special util la distingerea publicațiilor cu același titlu. Este folosit la ordonare, catalogare și alte practici legate de literatura periodică.
Sistemul ISSN a fost schițat pentru prima dată ca standard internațional de către International Organization for Standardization (ISO) în 1971 și a fost publicat ca ISO 3297 în 1975. Subcomitetul ISO TC 46/SC 9 este cel responsabil de menținerea standardului.

## Istoric
Standardul ISO 3297, care definește regulile de atribuire a ISSN-urilor, a fost introdus în 1975. La momentul creării organizației internaționale, gestionarea procesului de atribuire ISSN a fost realizată din 75 de centre ISSN naționale, coordonate de Centrul Internațional ISSN (engleză ISSN International Centre; franceză Le Centre international de l’ISSN — CIEPS), situat în Paris - cu sprijinul UNESCO și al Guvernului Franței. Numerele sunt fixate prin intermediul CIEPS în Registrul ISDS (din Sistemul internațional de date seriale), cunoscut și sub numele de Registrul ISSN (franceză Registre de l’ISSN).

## Vezi și
- CODEN
- WorldCat

## Legături externe
- List of 63800 ISSN numbers and titles
- ISSN International Centre
- „Cataloging Part”, ISSN Manual (PDF), ISSN International Centre, arhivat din original (PDF) la 7 august 2011, accesat în 18 iulie 2016.
- How U.S. publishers can obtain an ISSN, United States: Library of Congress.
- ISSN in Canada, Library and Archives Canada, arhivat din original la 5 decembrie 2013, accesat în 18 iulie 2016.
- Getting an ISSN in the UK, British Library, arhivat din original la 15 iulie 2014, accesat în 18 iulie 2016.
- Getting an ISSN in France (în French), Bibliothèque nationale de France
- Getting an ISSN in Germany (în German), Deutsche Nationalbibliothek, arhivat din original la 11 decembrie 2017, accesat în 18 iulie 2016
- Getting an ISSN in South Africa, National Library of South Africa, arhivat din original la 24 decembrie 2017, accesat în 18 iulie 2016